# Tây Hạ Nghị Tông
Tây Hạ Nghị Tông (chữ Hán: 西夏毅宗; 1047-1067), tên thật là Ngôi Danh Lượng Tộ (嵬名諒祚) hay Ngôi Danh Ninh Lệnh Lưỡng Xá (嵬名寧令兩岔), là vị hoàng đế thứ hai của triều đại Tây Hạ, trong lịch sử Trung Quốc, trị vì từ năm 1048 đến năm 1067.

## Lên ngôi
Ông lên ngôi sau khi vua cha là Tây Hạ Cảnh Tông mất vào năm 1048. Lúc lên ngôi, ông chỉ mới 1 tuổi; mọi quyền hành đều do Thái hậu Một Tạng thị và gia tộc này nắm giữ. Năm 1049, nhà Liêu đem quân tấn công Tây Hạ, buộc Tây Hạ phải lệ thuộc và thần phục nhà Liêu.
Năm 1056, Thái hậu - mẹ vua Nghị Tông bị giết, người cậu của Nghị Tông là Một Tạng Ngoa Bàng lên làm Nhiếp chính vương giúp vua trị nước. 
Năm 1057, Thái hoàng thái hậu Tiêu Nậu Cân của nhà Liêu (đời vua Liêu Đạo Tông) qua đời, thọ 77 tuổi. Đám tang của bà ta ở nhà Liêu có sự tham dự của các sứ giả từ Tây Hạ (đời vua Tây Hạ Nghị Tông) và Cao Ly (đời vua Cao Ly Văn Tông).
Nhưng đến năm 1061, cha con Ngoa Bàng lập mưu làm phản, muốn lật đổ Nghị Tông để lên thay quyền làm chủ triều Tây Hạ. Nhưng âm mưu thất bại, họ bị giết. Ông cũng phế bỏ hoàng hậu Một Tạng (con gái Ngoa Bàng) và lập Lương thị làm hoàng hậu, tự mình cai quản triều chính.

## Văn trị võ công
Trong thời gian nắm quyền làm vua, Nghị Tông ra sức cải tiến chính quyền, huấn luyện lực lượng quân sự. Ông còn đem quân đánh nhà Tống, giành nhiều thắng lợi; đánh chiếm cả tộc Thổ Phồn. Sau đó, ông cải thiện lại quan hệ với nhà Tống và nhà Liêu.

## Qua đời
Năm 1066, khi đem quân đánh nhau với quân Tống, ông bị trúng tên. Năm sau mất. Thụy hiệu của ông là Nghị Tông Chiêu Anh Hoàng Đế.

## Niên hiệu
- Diên Tự Ninh Quốc (1048-1049).
- Thiên Hữu Thùy Thánh (1050-1052).
- Phúc Thánh Thừa Đạo (1053-1056).
- Đả Đô (1057-1062).
- Củng Hóa (1063-1067).